# Reserva Natural da Meelva
A Reserva Natural da Meelva é uma reserva natural localizada no condado de Põlva, na Estónia.
A área da reserva natural é de 2137 hectares.
A área protegida foi fundada em 1981 com base na Área de Conservação do Pantanal de Meelva.